# Innocenti Sant'Eustacchio - INNSE
INNSE - Innocenti Sant'Eustacchio S.p.A. est une société de construction mécanique italienne dont le siège social est à Milan, spécialiste dans l'industrie lourde, produisant des laminoirs, usines métallurgiques à coulage continu, presses hydrauliques.

## Histoire
La société a été créée en 1933 par Ferdinando Innocenti. La société a été intégrée dans le groupe italien d'Etat tentaculaire IRI le 27 avril 1972 qui, fusionnée avec la société Sant'Eustacchio de sa filiale Finsider donnera naissance à la société Innocenti Sant'Eustacchio S.p.A., un géant dans son domaine.
En 1985, la société passe dans le giron d'Italimpianti, la nouvelle holding spécialisée de IRI-Iritecna.
En 1990, la société change de raison sociale pour INNSE Innocenti Engineering, qui se verra conférer toutes les activités métallurgiques et regroupera tous les constructeurs de presses lourdes indépendants encore en activité en Italie.
En 1993, à la suite des difficultés du groupe Mandelli de Piacenza qui avait racheté la société lors du programme de privatisation des sociétés publiques en Italie, la société traverse une période difficile jusqu'en 1996, où à la suite de la privatisation complète du groupe Italimpianti, INNSE Innocenti Engineering passe sous le contrôle de SMS Demag AG, qui crée SMS Demag INNSE S.p.A..
En 2002, SMS Demag cède à Manzoni Group S.p.A. la division INNSE Presse Sheet Metal Forming S.p.A., c'est-à-dire toutes les activités de mécanique lourde de l'usine de Lambrate. En 2006, cette division est cédée à la société Genta S.p.A.,,.
En 2009, les anciennes divisions mécaniques Innocenti passent sous le contrôle du groupe Camozzi.

## Utilisation de la marque INNSE Innocenti de nos jours
Deux sociétés sont autorisées à utiliser la marque INNSE - Innocenti dans leur raison sociale : SMS INNSE S.p.A. et INNSE Presse Sheet Metal Forming S.p.A. ou  INNSE Milano S.p.A. du Groupe Camozzi S.p.A..